# Ngụy Thư (Tây Tấn)
Ngụy Thư (chữ Hán: 魏舒, 209 – 290), tự Dương Nguyên, người huyện Phiền, quận Nhiệm Thành, quan viên cuối đời Tào Ngụy thời Tam Quốc, đầu đời Tây Tấn.

## Sự nghiệp
Thư sớm mồ côi, được nhà họ Ninh bên ngoại nuôi nấng; đến khi trưởng thành được chú là Ngụy Hành sai giữ cối xay nước; tính ưa cưỡi ngựa bắn tên, khoác áo da, vào nơi núi đầm, lấy câu cá, săn bắn làm sanh kế. Thư mình dài 8 thước 2 tấc, dung mạo thanh tú, hình thể to lớn, có thể uống hơn một thạch rượu, nhưng không được hương thân, tông tộc đánh giá cao, chỉ có người Thái Nguyên là Vương Nghệ nói rằng: “Anh về sau sẽ làm đến đài phụ, nhưng hiện nay chưa thể giúp vợ con thoát khỏi cơ hàn, tôi nên giúp đỡ anh.”
Thư ngoài 40 tuổi, vượt qua cuộc sát hạch Hiếu liêm, được trừ chức Thằng Trì trưởng, rồi thăng làm Tuấn Nghi lệnh, sau đó vào triều làm Thượng thư lang. Khi ấy triều đình muốn sa thải bớt quan Lang, nếu không phải kỳ tài thì chịu bãi chức. Thư nhận mình không phải kỳ tài, lập tức thu xếp hành trang bỏ về, khiến đồng liêu còn chưa nói được lời nào thanh cao, đều cảm thấy xấu hổ, nên được người đời khen ngợi.
Thư dần được thăng làm Trưởng sử cho Hậu tướng quân Chung Dục, sau đó chuyển làm tham quân cho tướng quốc Tư Mã Chiêu, được phong Kịch Dương tử. Trong những việc vụn vặt của triều đình và tướng phủ, thì không thấy ai hơn ai, đến khi gặp việc lớn của nước nhà, mọi người không thể quyết đoán, thì mới thấy Thư thong thả trù tính, luôn đưa ra được lời bàn xuất chúng. Tư Mã Chiêu rất xem trọng Thư, nhiều lần sau khi bãi triều, đưa mắt nhìn ông mà nói: “Ngụy Thư có dung mạo đường đường, thật là lãnh tụ của mọi người.”
Thư được thăng làm Nghi Dương, Huỳnh Dương 2 quận thái thú, rất có tiếng thanh liêm. Được chinh bái làm Tán kỵ thường thị, rồi ra làm Ký Châu thứ sử, ở châu 3 năm, được khen là giản dị, nhân ái. Lại vào triều làm Thị trung, Tấn Vũ đế cho rằng Thư thanh liêm, riêng ban trăm xúc lụa. Được thăng làm thượng thư. Thư cưới vợ 3 lần đều đã mất, năm ấy tự dâng biểu xin về bản quận để chôn cất, có chiếu ban cho 1 khoảnh đất chôn cất, 50 vạn tiền.
Đầu niên hiệu Thái Khang (280 – 289), được bái làm Hữu bộc xạ, Thư cùng bọn Vệ Quán, Sơn Đào, Trương Hoa cho rằng nhà Tấn đã thống nhất Tam Quốc, nên theo điển lễ xưa, tiến hành Phong thiền ở Thái Sơn, nhiều lần trình bày, Vũ đế khiêm nhường từ chối. Vũ đế lấy Thư làm Tả bộc xạ, lãnh Lại bộ. Sau đó được gia Hữu quang lộc đại phu, Nghi đồng tam tư.
Khi Sơn Đào mất, triều đình lấy Thư lãnh Tư đồ, ít lâu sau cho nhận chức. Thư lấy cớ tuổi cao, nhiều lần xưng bệnh, xin rời chức. Trong thời gian ấy Thư được tạm khởi dùng làm thự Duyện Châu trung chánh, rồi lại xưng bệnh. Thư nhân có điềm gở để xin rời chức, Vũ đế không nghe. Sau đó Thư về nhà từ buổi chầu đầu năm, dâng biểu gởi trả ấn thụ. Vũ đế tự tay làm chiếu khuyên nhủ, nhưng Thư kiên trì xin nghỉ, bèn hạ chiếu cho ông được giữ địa vị của tam tư, bổng lộc như trước, có ghế ngồi và gậy chống nhưng không phải vào triều, ban trăm vạn tiền, các thứ giường màn chiếu đệm, lấy 4 xá nhân, 10 quan kỵ phục vụ ông, còn ban xe 4 ngựa, giá đỗ xe đặt trước cổng.

## Hậu sự
Năm Thái Hi đầu tiên (290), mất, hưởng thọ 82 tuổi. Vũ đế rất thương tiếc, phúng phụ ưu hậu, đặt thụy là Khang.
Con trai duy nhất là Ngụy Hỗn, tự Duyên Quảng, có tiếng là thanh liêm nhân ái, làm đến Thái tử xá nhân, hưởng dương 27 tuổi, mất trước Thư. Vũ đế lo Thư ở nhà một mình buồn rầu, nên ban cho cỗ xe bò có cửa sổ màn thưa, trang trí gương đồng, để ông đi chơi thư thái. Triều đình lấy cháu ngành thứ là Ngụy Dung kế tự; Dung cũng mất sớm, nên lấy cháu họ xa là Ngụy Hoảng kế tự.

## Tính cách
Thư tính trì độn chất phác, không được hương thân xem trọng. Chú là Ngụy Hành – làm đến Lại bộ lang, bấy giờ có danh vọng – cũng cho rằng như thế, luôn than rằng: “Nếu Thư có thể làm được huyện trưởng của mấy trăm hộ, thì ta mãn nguyện rồi!” Thư không lấy làm phật ý. Thư không tu dưỡng tiết tháo người thường, chẳng làm những việc giữ gìn nhân cách thanh cao, nhưng luôn khen ngợi tài năng, sở trường của người khác, không bao giờ phơi bày sở đoản của họ. Vương Nghệ luôn đỡ đần Thư những lúc thiếu thốn, ông không hề từ chối.
Khi quan Thượng kế duyện của quận sát hạch Hiếu liêm, tông tộc cho rằng Thư không có học vấn, khuyên đừng dự thi, thì còn giữ được cái danh cao sĩ. Thư không nghe, bèn quyết tâm học tập, cứ 100 ngày thì đọc xong một quyển kinh, nhờ đó mà vượt qua cuộc sát hạch.
Thư làm đến tam công, có uy trọng đức vọng, bổng lộc chia hết cho 9 họ, của nhà không dư dả. Người Trần Lưu là Chu Chấn được nhiều nơi vời gọi, thư vời gọi gởi rồi thì quan Duyện chết, người đời đặt hiệu cho Chấn là “Sát công duyện”, nên không được ai vời nữa. Thư bèn vời Chấn mà không hề nghĩ ngợi, người hiểu biết khen ông là thấu mệnh trời.
Thư làm việc đều làm trước nói sau, đã được Vũ đế chấp nhận cho nghỉ hưu, mà chưa ai biết; Tư không Vệ Quán gởi thư cho ông rằng: “Nhiều lần cùng túc hạ bàn luận việc này, ngày ngày chưa có kết quả, cứ như vẫn còn trước mắt, bất chợt đã ở phía sau.”
Con là Hỗn mất trước Thư, mọi người đều thương xót ông. Thư mỗi khi đau lòng, lui lại mà than rằng: “Ta kém Trang Sinh nhiều lắm, há lại thương xót làm tổn thương mình.” Vì thế trong tang lễ không kêu khóc.

## Dật sự
Khi Thư làm tham tá cho Hậu tướng quân Chung Dục; ông ta thường cùng bộ hạ thi bắn tên, còn Thư chỉ đếm thẻ tính điểm chứ không tham gia. Về sau gặp lúc số người không đủ, Dục mới gọi Thư cùng thi. Thư nhàn nhã giương cung đặt tên, không phát nào không trúng, mọi người đều ngạc nhiên, thừa nhận không ai sánh bằng. Dục than thở rằng mình không biết Thư, có lẽ không chỉ ở tài thiện xạ mà thôi.

## Dị sự
Khi Thư còn sống nhờ bên ngoại, họ Ninh xây nhà, thầy tướng trạch nói: “Nhà này sẽ có cháu ngoại quý hiển.” Bà ngoại cho rằng Thư còn nhỏ mà thông minh, ứng với lời ấy; ông nói: “Ta sẽ chứng minh nhà này quả có điềm lành như vậy.” Rất lâu sau này Thư mới dọn ra ở riêng.
Khi còn nghèo khó, Thư từng đến quận Dã Vương, vợ của chủ phòng trọ sanh nở trong đêm. Ít lâu sau Thư chợt nghe tiếng ngựa xe, rồi nghe có người hỏi: “Nam thì sao, nữ thì sao?” Có người đáp: “Nam thì chớ mừng vội, 15 tuổi ắt chết vì binh khí.” Lại hỏi: “Khách trọ là ai?” Đáp: “Là Ngụy công Thư.” 15 năm sau, Thư gặp lại chủ phòng trọ, hỏi thăm đứa bé khi xưa, ông ta đáp rằng: “Vì chặt cành dâu nên bị cây búa gây thương tích mà chết.” Thư tự ấy biết rằng mình ắt làm đến tam công.